# Mutsamudu
Mutsamudu je druhé největší město souostrovního státu Komory, založené roku 1482. Je to také hlavní a největší město ostrova Anjouan. Ve městě je hluboký přístav, starověká katedrála a úzké uličky s mnoha obchody.